# James Lindsay (officier)
Pour les articles homonymes, voir James Lindsay (homonymie) et Lindsay.
James Alexander Lindsay (25 août 1815 - 13 août 1874) est un officier de l'armée britannique et un homme politique du Parti conservateur.

## Biographie
Né au château de Muncaster en 1815, James est le deuxième fils de James Lindsay (24e comte de Crawford). Éduqué au Collège d'Eton, Lindsay reçoit un brevet d'enseigne dans les Grenadier Guards le 16 mars 1832 . 
Il est élu en tant que député de Wigan lors d'une élection partielle en octobre 1845 et occupe le siège jusqu'à sa défaite aux élections générales de 1857 . Il regagne le siège aux élections de 1859. Promu lieutenant-colonel en 1860, il commande la Brigade des gardes à Londres en 1861 . Il sert ensuite comme major général au sein de l'état-major au Canada de 1863 à 1867 . Pendant cette période, en mars 1866, il démissionne du Parlement en devenant intendant du manoir de Northstead  . 
Lindsay sert comme major général commandant la Brigade des gardes de 1867 à 1868, et inspecteur général des forces de réserve de 1868 à 1870 . Il est détaché de ce commandement pour servir de commandant des troupes britanniques au Canada pendant la rébellion de la rivière Rouge et organise la force de l'expédition de Wolseley. Le 15 septembre 1870, il est nommé colonel des Buffs . Il est promu lieutenant-général le 10 octobre 1870. Pour ses services au Canada, Lindsay est fait Chevalier Commandeur de l'Ordre de Saint-Michel et Saint-Georges le 22 décembre 1870. Il est décédé à Cranmer House, Mitcham en 1874. 

## Famille
il épouse Sarah Elizabeth Savile, la fille de John Savile (3e comte de Mexborough), le 6 novembre 1845. Ils ont des enfants: 
- James Greville Lindsay, décédé jeune
- Reginald Dalrymple Lindsay, décédé jeune
- Maud Isabella Lindsay
- Mabel Lindsay (décédée en 1928), mariée au lieutenant-colonel William John Frescheville Ramsden
- Mary Egidia Lindsay (décédée en 1911), épouse John Coutts Antrobus, fils de Gibbs Antrobus